# Isabella De Monte
Isabella De Monte, née le 23 juin 1971 à Udine, est une femme politique italienne du Parti démocrate.
Le 25 mai 2014 elle est élue député européen d'Italie de la 8e législature dans l'Italie du Nord-Est.